# Atjussella
Atjussella es un género de foraminífero bentónico considerado un sinónimo posterior de Mendipsia de la familia Tuberitinidae, de la superfamilia Parathuramminoidea, del suborden Fusulinina y del orden Fusulinida. Su especie-tipo es Eotuberitina reitlingerae. Su especie tipo era Atjussella rarispinata. Su rango cronoestratigráfico abarcaba el Devónico medio.

## Discusión
Clasificaciones más recientes incluirían Atjussella en el suborden Parathuramminina, del orden Parathuramminida, de la subclase Afusulinina y de la clase Fusulinata.

## Clasificación
Atjussella incluía a las siguientes especies:
- Atjussella densispinata †
- Atjussella grandis †
- Atjussella rarispinata †